# Caio Mêmio Ceciliano Plácido
Caio Mêmio Ceciliano Plácido (em latim: Caius Memmius Caecilialus Placidus) foi um oficial romano ativo em meados do século III. Segundo duas inscrições (VI 31737, XI 5740 = D 3133) de Sentino, na Umbria, foi cônsul sufecto e áugure. Talvez era filho ou neto de Marco Mêmio Ceciliano, homem claríssimo de Gigthis e portanto pertenceu aos Mêmios. Ele foi talvez avô de Marco Mécio Mêmio Fúrio Babúrio Ceciliano Plácido, cônsul em 343.